# Hillsboro Stadium
Le Hillsboro Stadium est un stade omnisports américain situé à Hillsboro, dans la banlieue-ouest de Portland en Oregon.
Le stade, doté de 7 600 places (extensible à 10 000), sert d'enceinte à domicile pour l'équipe universitaire des Vikings de Portland State (pour le soccer et la crosse), pour des équipes lycéennes (les CHS Jaguars et les Central Catholic HS Rams), ainsi que pour l'équipe réserve de soccer des Timbers de Portland.

## Histoire
Le stade, situé au sein du Gordon Faber Recreation Complex (où se trouve également le Hillsboro Ballpark pour le baseball), sert pour plusieurs sports, dont le football américain, le soccer, le softball, le baseball, ou encore la crosse. Le premier match de football américain tenu au stade est une rencontre entre Century High School et Oregon City High School le 17 septembre 1999.
En 2000, la capacité des tribunes passe de 4000 à 7000 spectateurs.
En mai 2001, les Ducks de l'Oregon de l'Université de l'Oregon jouent leur match d'exhibition de printemps au Hillsboro Stadium, avec à leurs côtés les futurs joueurs de NFL Joey Harrington et Jason Fife.
En octobre 2005, le Hillsboro Stadium accueille en tant que terrain neutre un match de football de collège entre la Southern Oregon University (SOU) et la Pacific Lutheran University (PLU).
Durant la saison 2007, les équipes de baseball et de softball de la Pacific University jouent leurs matchs à domicile au Hillsboro Stadium en attendant la construction de leur stade à Forest Grove.
En juin 2008, la cérémonie d'ouverture des Jeux d'été de l'Oregon des Special Olympics se tiennent dans le stade. Le 9 août de la même année, le stade accueille un match de crosse de Major League Lacrosse (MLL) entre les Philadelphia Barrage et les New Jersey Pride devant 3687 spectateurs.
En mars 2012, la ville annonce la construction du Hillsboro Ballpark au complexe sportif, pour y accueillir des équipes de baseball.

## Galerie

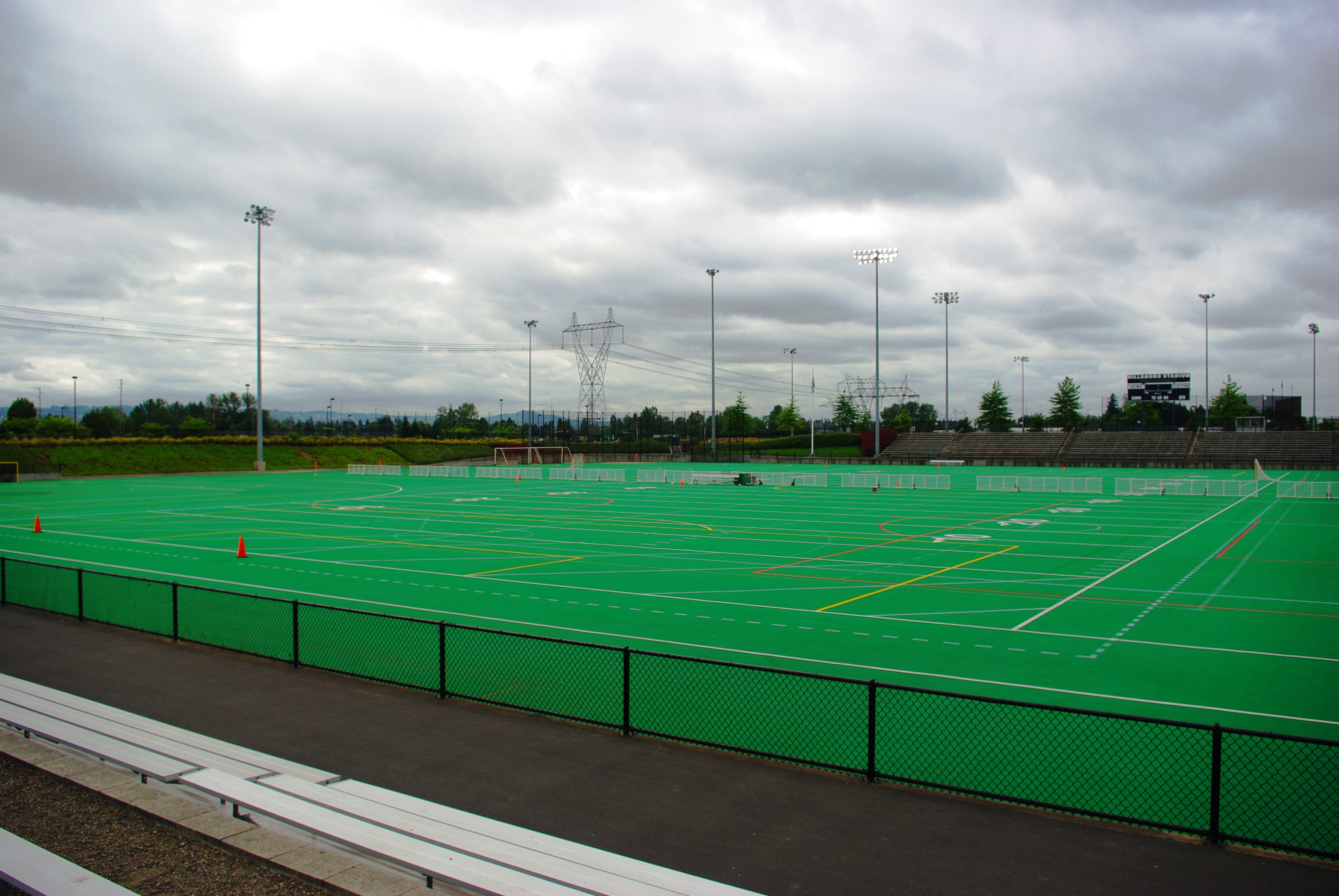
Terrain en 2009
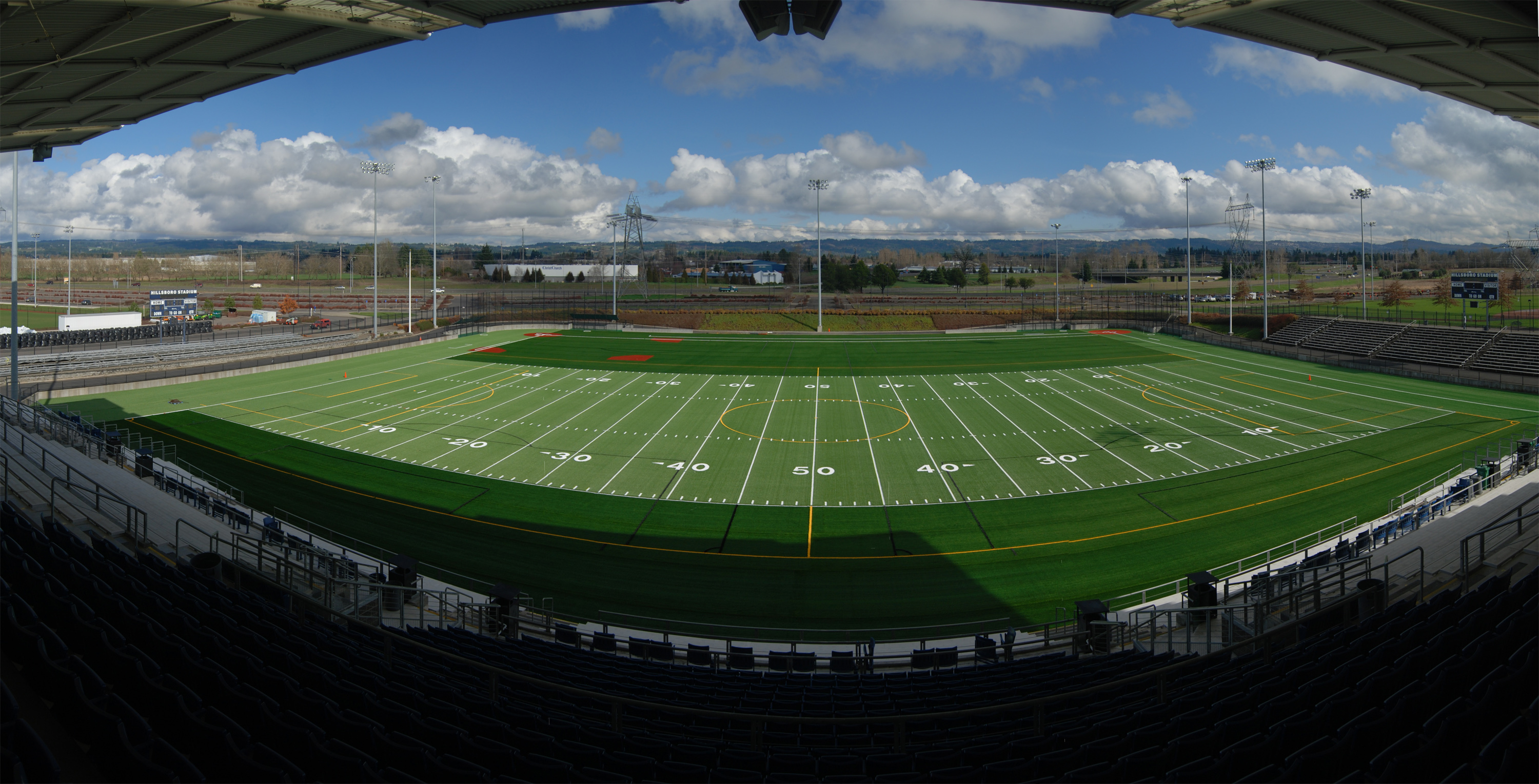
Terrain rénové